# Herb powiatu brzeskiego (opolskiego)

Herb powiatu brzeskiego w latach 2001-2020

Herb powiatu brzeskiego – jeden z symboli powiatu brzeskiego, którego obecna wersja została ustanowiona 23 kwietnia 2020.

## Wygląd
Herb przedstawia na tarczy w polu złotym orła czarnego z przepaską koniczynową srebrną na skrzydłach i piersi.

## Historia

Godło Księstwa Legnicko-Wołowsko-Brzeskiego

Historia powiatu brzeskiego, który na przestrzeni dziejów znajdował się pod panowaniem polskim, czeskim, habsburskim i niemieckim, utrudniała ustalenie w 1998 r. kształtu herbu, jak i flagi tego regionu. Sięgano do wielu źródeł i tradycji, ale najważniejszymi były herby rodowe książąt Piastowskich. W 2001 r. zdecydowano się przyjąć za herb czteropolowy herb z orłem dolnośląskim i szachownicą. Herb ten przedstawiał czterodzielną tarczę, na której naprzemiennie w polach I i III koloru złotego znajdował się zwrócony w prawo czarny piastowski orzeł ze srebrną półksiężycową przepaską na piersi, zaś pola II i IV pokrywała biało-czerwona szachownica. Twórcą projektu herbu był dyrektor Muzeum Piastów Śląskich w Brzegu, Paweł Kozerski. Zasady używania herbu określała uchwała Rady Powiatu z dnia 25 października 2007 r.
Nowa wersja herbu powstała po wykonaniu ponownej kwerendy heraldyczno-historycznej, w wyniku której ustalono, że powiat brzeski powinien raczej posługiwać się symboliką dawniejszego księstwa brzeskiego aniżeli późniejszego brzesko-legnickiego, które zajmowało większy obszar i z którym głównie utożsamiano herb czteropolowy. Stylizacja godła nowego herbu zaczerpnięta została z pieczęci pierwszego księcia brzeskiego, Bolesława III Rozrzutnego z 1312 roku. Projekt opracowali Kamil Wójcikowski i Robert Fidura.